# Alt Tucheband
Alt Tucheband es un municipio situado en el distrito de Märkisch-Oderland, en el estado federado de Brandeburgo (Alemania), a una altitud de 10 metros. Su población a finales de 2016 era de 800 habs. y su densidad poblacional, 25 hab/km².
Se encuentra ubicado a la orilla oeste del río Oder que lo separa de Polonia.